# Olivia Arévalo
Olivia Arévalo Lomas (Ucayali, Fevereiro de 1937 - Comunidade intercultural Victoria Gracia, Coronel Portillo, Ucayali, 19 de abril de 2018) foi uma activista, líder, defensora dos direitos culturais e ambientais, curandeira, artesã e sábia indígena peruana.

## Biografia
Olivia Arévalo Lomas foi uma activista e líder do povo Shipibo - Konibo, defensora dos direitos culturais e ambientais do seu povo e conhecida onaya ou curandeira. 
Trabalhou no Templo del camino de la Luz (centro de medicina tradicional na selva da Amazónia peruana que realiza a cerimónia de Ayahuasca) até 2011. A seguir trabalhou na comunidade de Victoria Graça, dedicando-se ao artesanato e à medicina tradicional até morrer. Em 19 de Abril de 2018, Olivia Arévalo foi morta a tiro por Sebastian Paul Woodroffe, que foi linchado pela população por a ter morto.

## Vida e trabalho da última Meraya
Segundo resolução ministerial do Ministério de Cultura do Peru, os cantos Íkaros do povo Shipibo-Konibo-Xetebo são considerados Património Cultural da Nação e existem duas categorias de xamãs ou curandeiros tradicionais nos Shipiba-Koniba: os menayas (mestres curandeiros) e onayas (curandeiros de categoria inferior). Após muitos anos de trabalho e acumulação de conhecimento, Olivia Arévalo foi considerada uma menaya (ou meraya); ou seja, uma mulher  curandeira pertencente à categoria mais alta da sua comunidade, capaz de ingressar nos mundos da cosmo-visião Shipibo-Konibo, de realizar curas complexas como curar doenças graves e vícios.
Olivia trabalhou de 2009 a 2011 no Templo del Camino de la Luz. Este lugar, com o trabalho de Olivia Arévalo e outras mulheres curandeiras, transformou-se num templo de curandeiras ou onayas. Arévalo era uma das mais respeitadas onayas de lá. Segundo a congressista do Peru Tania Pariona, Olivia Arévalo era "um hospital, um repertório de cantos, uma instituição histórica".  Segundo a página site do Templo do caminho da Luz, ela deixou de trabalhar lá por causa das dificuldades que sentia ao se deslocar da sua casa até ao templo devido à sua idade. 
Matthew Watherston, o fundador do Templo da Luz, descreve  Olivia como uma mulher doce, gentil, divertida e amorosa.
Olivia Arévalo tornou-se conhecida fora do Peru, depois de aparecer em 2004 no documentário D'autres mondes de Jan Kounen e no segmento The story of Panshin Beka do filme "8" de (2008) do mesmo director. 

## Dias finais
"A última Meraya", na altura da sua morte, vivia na comunidade intercultural Victoria Graça onde era respeitada como curandeira. Utilizava nas suas curas, íkaros (cânticos) e plantas medicinais. 
No dia 19 de Abril de 2018, Olivia Arévalo foi assassinada. Segundo testemunhas, dois homens que iam de moto, dispararam várias vezes contra Arévalo até a matarem. Isto aconteceu perto da sua casa em Victoria Graça. O promotor-chefe, confirmou no dia 3 de Abril que o assassino era Sebastian Woodroffe. Pensa-se que o motivo do crime terá sido uma dívida que o filho de Olivia tinha com Woodroffe. Os testes feitos às roupas do homem confirmaram a existência de pólvora, ou seja, tinha sido a ele disparar a arma. Foi linchado pela população como retaliação pelo assassinato de Olivia Arévalo. 